# Schlagerwettbewerb der DDR

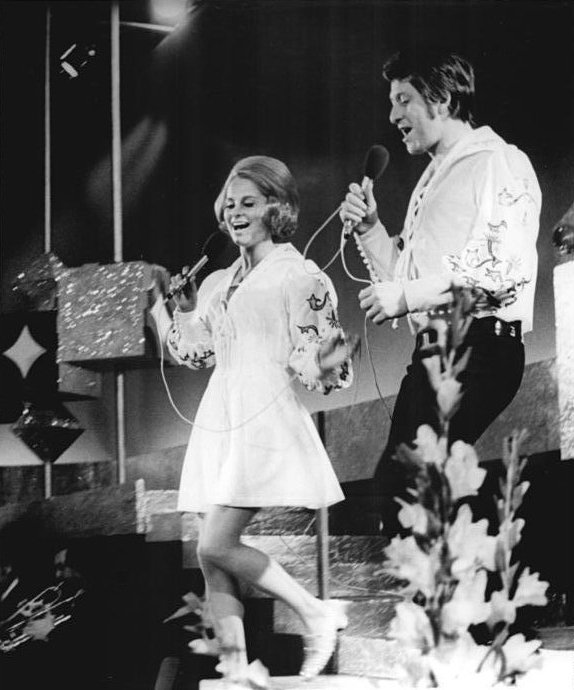
Dagmar Frederic und Siegfried Uhlenbrock beim Schlagerwettbewerb der DDR 1970

Der Schlagerwettbewerb der DDR war ein nationaler Musikwettbewerb in der DDR. Er fand jährlich von 1966 bis 1971 statt.

## Ablauf
Der Schlagerwettbewerb der DDR wurde 1969 mit zwei öffentlich übertragenen Vorentscheiden und unter Einbeziehung der Fernsehzuschauer durchgeführt. Die 14 Titel, die sich von den 28 in den Vorentscheiden präsentierten Titeln durchsetzen konnten, nahmen an der Endrunde 1969 teil, die vom Deutschen Fernsehfunk (DFF) am 19. April 1969 in Magdeburg veranstaltet und im Fernsehen ausgestrahlt wurde.
Die Auswahl der Endrundentitel in den Jahren 1966 bis 1968 lief nicht öffentlich ab.

## Geschichte
Der erste Schlagerwettbewerb der DDR wurde am 15. Juni 1966 aus dem Großen Sendesaal des Rundfunks aus Ost-Berlin, und damit genau zehn Tage nach den letzten Schlagerfestspielen in Baden-Baden, übertragen. Sieger wurden im Premierenjahr Helga Brauer mit Schlaf, mein kleiner Johnny und Rec Demont mit Sag ja – beide Titel bekamen die gleiche Anzahl von Punkten.
Die Magdeburger Stadthalle war jeweils von 1967 bis 1970 Ort der Endausscheidungen und 1969 auch der beiden Vorausscheide. Am 15. November 1971 bildete das Foyer des Deutschen Fernsehfunks in Berlin-Adlershof den schlichten Rahmen für den Abgesang auf diese Art von Schlagerpräsentationen im DFF. Mit genau sechs Jahren Schlagerwettbewerb der DDR kam man auch hier genau auf die gleiche Anzahl von Jahren wie die von 1961 bis 1966 durchgeführten Schlagerfestspiele von Baden-Baden.
Rekordteilnehmer in diesen sechs Jahren waren Klaus Sommer, Ingo Graf und Michael Hansen, die mit jeweils vier Titeln an dem Wettbewerb teilnahmen. Frank Schöbel und Chris Doerk feierten mit dem Gewinn des Wettbewerbs 1967 den ersten großen Erfolg ihrer Karriere und setzten 1969 mit dem nochmaligen Sieg als Chris und Frank einen weiteren Meilenstein.
Furore, zumindest im DDR-Rahmen, machten auch der Siegertitel von 1968 Es fängt ja alles erst an und der von 1970 Unsere Sommerreise.

## Tonträger
- 1969: Schlager 1969 – 1. und 2. Vorentscheid (Doppel-LP, Sonderausgabe, Amiga)
- 1970: Schlager 1970 – 1. und 2. Vorentscheid (Doppel-LP, Sonderausgabe, Amiga)

## Preisträger und Teilnehmer (unvollständig)
- 1966: Helga Brauer, 1. Platz mit Schlaf, mein kleiner Johnny und Rec Demont, 1. Platz mit Sag ja
- 1966: Michael Heymann, 3. Platz mit Frag nicht
- 1967: Frank Schöbel und Chris Doerk, 1. Platz mit Lieb mich so, wie dein Herz es mag
- 1967: Andreas Holm und Erika Janikowa, 2. Platz mit Damit es keine Tränen gibt
- 1967: Gerti Möller, 3. Platz mit Sag
- 1968: Rosemarie Ambé, 1. Platz mit Es fängt ja alles erst an
- 1968: Klaus-Dieter Henkler, 2. Platz mit Die Erde soll blühen
- 1968: Reiner Schöne, 3. Platz mit Chanson von der nahen Ferne
- 1968: Michael Hansen, 5. Platz mit Regen in der Nacht
- 1968: Roland Neudert, Teilnehmer mit Fernfahrermelodie
- 1969: Chris und Frank, 1. Platz mit Abends in der Stadt
- 1969: Michael Hansen, 2. Platz mit Wer hat sie gesehn?
- 1969: Chris Doerk, 2. Platz mit Häng den Mond in die Bäume
- 1969: Ruth Brandin, 14. Platz mit Doch man kann nur auf einer Hochzeit tanzen
- 1970: Dagmar Frederic und Siegfried Uhlenbrock, 1. Platz mit Unsere Sommerreise
- 1970: Klaus Sommer, 2. Platz mit Dankeschön für die Stunden mit dir
- 1970: Hauff und Henkler, 3. Platz mit Regen stört uns nicht
- 1971: Gisela Dreßler, 1. Platz mit Jeder Tag ist schön
- 1971: Bernd Walther und Elena Bonewa, 2. Platz mit Darfst nicht drüber traurig sein
- 1971: Brigitte Ahrens, 3. Platz mit Wo ist die liebe Sonne?
- Christian Schafrik, zweimal Teilnehmer, 1966 mit Warum bist du allein und 1970 mit Ich sing mein Lied
- Ralf Petersen gewann als Komponist einmal den 1. Platz (1966) mit Sag ja sowie mehrere zweite Plätze